# 奧卡尼亞區

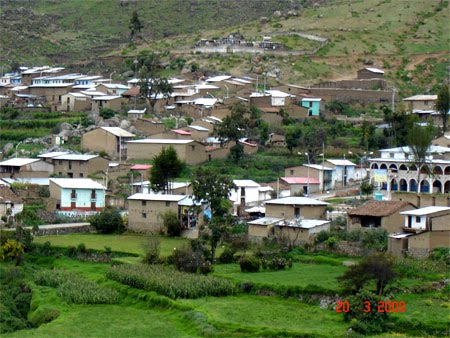

14°23′54″S 74°49′23″W / 14.3983°S 74.8231°W
奧卡尼亞區（西班牙語：Distrito de Ocaña），是秘魯的一個區，位於該國中南部阿亞庫喬大區的盧卡納斯省，始建於1929年4月8日，面積848.4平方公里，海拔高度2,660米，2005年人口3,685，人口密度每平方公里4.3人。